# Kelewele

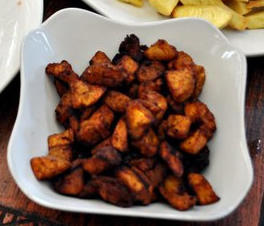
Kelewele

Kelewele es un popular aperitivo ghanés consistente en trozos de plátano fritos y condimentados con especias. En inglés, se le llama a veces Hot Plantain Crisps. En África, el kelewele es vendido por vendedores ambulantes, generalmente de noche. A veces se sirve con arroz, estofado, maní, o solo como un postre o una merienda. También es popular para el desayuno. Los plátanos se pelan y se puede cortar en trozos o cubos. Por lo general, el jengibre, la Pimienta roja y la sal son los condimentos típicos utilizados para hacerlo. Sin embargo, la cebolla, anís, Syzygium aromaticum, nuez moscada, la canela y el chile en polvo son también utilizados como especias. El aceite debe estar caliente y el plátano no debe estar demasiado blando, o absorberá demasiado aceite. Se deja cocer hasta que el azúcar en los plátanos caramelice, con bordes marrones.